# Operațiunea Valkyrie (film)
Operațiunea Valkyrie (titlu original: Valkyrie) este un film american istoric politic de război thriller din 2008 regizat de Bryan Singer și scris de Christopher McQuarrie și Nathan Alexander. Rolurile principale au fost interpretate de actorii Tom Cruise, Kenneth Branagh și Bill Nighy.
Filmul are loc în Germania nazistă în timpul celui de-al Doilea Război Mondial și prezintă complotul de la 20 iulie 1944 al ofițerilor din Armata Germană de a-l asasina pe Adolf Hitler și de a folosi planul național de urgență Operațiunea Valkyrie pentru a prelua controlul asupra țării.

## Distribuție
- Tom Cruise - Colonel Claus Schenk Graf von Stauffenberg
- Kenneth Branagh - Major General Henning von Tresckow
- Bill Nighy - General of Infantry Friedrich Olbricht
- Terence Stamp - Generaloberst Ludwig Beck
- Tom Wilkinson - General Friedrich Fromm
- Carice van Houten - Nina Schenk Gräfin von Stauffenberg
- Kevin McNally - Dr. Carl Friedrich Goerdeler
- David Schofield - Generalfeldmarschall Erwin von Witzleben
- Christian Berkel - Colonel Albrecht Ritter Mertz von Quirnheim
- Jamie Parker - Lieutenant Werner von Haeften
- Eddie Izzard - General of Signal Corps Erich Fellgiebel
- David Bamber - Adolf Hitler
- Thomas Kretschmann - Maior Otto Ernst Remer
- Harvey Friedman - Dr. Joseph Goebbels
- Kenneth Cranham - Field Marshal Wilhelm Keitel
- Matthias Freihof - Heinrich Himmler
- Waldemar Kobus - Wolf-Heinrich Graf von Helldorf
- Halina Reijn - Margarethe von Oven
- Werner Daehn - Maior Ernst John von Freyend
- Tom Hollander - Colonel  Heinz Brandt
- Bernard Hill - general
- Ian McNeice - "Pompous General"
- Gerhard Haase-Hindenberg - Hermann Göring
- Anton Algrang - Albert Speer
- Helmut Stauss - judecătorul Roland Freisler
- Matthew Burton - Lieutenant General Adolf Heusinger
- Philipp von Schulthess - asistentul lui Henning von Tresckow
- Chris Larkin - sergentul Helm